# Bogomilisme
Ne doit pas être confondu avec Bogomoltsy.
 (novembre 2015).
Le bogomilisme était un mouvement chrétien hétérodoxe né au Xe siècle, aujourd'hui disparu, dont le nom vient du pope bulgare Bogomil. Il s'est développé en Bulgarie, puis en Serbie et ensuite en Bosnie, influençant une grande partie des Slaves méridionaux. Les empereurs byzantins eurent une attitude ambiguë à son égard, parfois le réprimant, parfois l'utilisant à leur profit. Inspiré par les gnostiques chrétiens et le manichéisme, il fut perçu comme une hérésie et combattu par les églises nicéennes, romaine et byzantine.

## Histoire

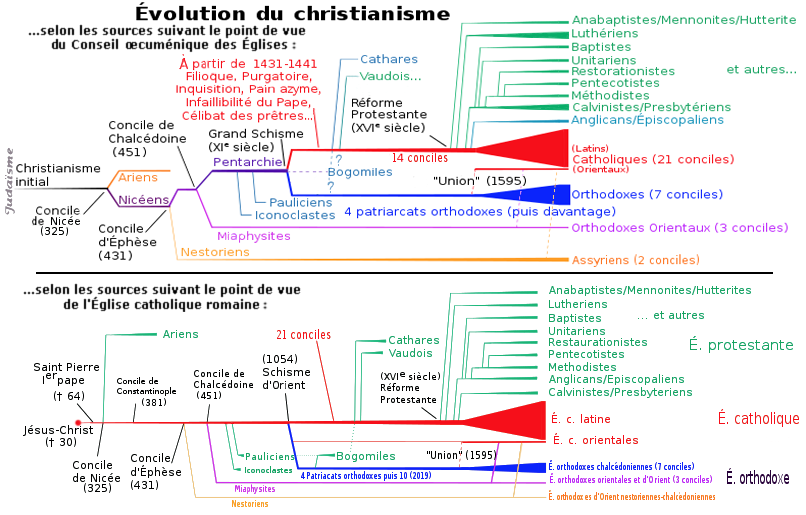
Place du bogomilisme dans le schéma diachronique (non exhaustif) de la diversité des christianismes, selon les points de vue multiconfessionnel (haut) et catholique (bas).

Le mouvement bogomile est fondé par un prêtre orthodoxe bulgare nommé Bogomil (ce qui signifie en vieux slave « que Dieu prend en pitié » ou « qui supplie Dieu »). Il prêche d'abord en Thrace bulgare, où il rencontre un véritable écho populaire. Puis le mouvement se déplace en Bulgarie occidentale, où il connaît un grand succès entre le Xe et le XIIe siècle, notamment auprès du petit peuple, avant de subir les persécutions de l'empereur byzantin Alexis Ier Comnène et du patriarche Michel II Courcouas.
Les bogomiles se déplacent alors vers la Serbie où ils convertissent plusieurs villages et même des villes, jusqu'à la reprise en main par Stefan Nemanja et son frère Saint Sava qui, par une politique d'expropriation, chassent tous les Serbes bogomiles vers la Bosnie où ils sont accueillis par le ban Kulin, et prospèrent sous sa protection entre la fin du XIIe  et le début du XIVe siècle. Leur foi est un important facteur dans le développement de la Bosnie comme entité politique, à une époque où celle-ci est sous domination mi-hongroise (à l'ouest), mi-serbe (à l'est). Finalement, le mouvement disparaît peu avant la conquête ottomane, mais les historiens slaves musulmans affirment que c'est le substrat religieux bogomile qui a favorisé la conversion à l'islam d'une partie des Slaves des Balkans (Pomaks, Goranes ou Bosniaques) et d'une partie des Valaques (les Moglénites). Les historiens slaves chrétiens, pour leur part, affirment que la principale motivation des conversions était la possibilité d'échapper au haraç (la double-capitation sur les chrétiens) et à l’otmitsa detchaka (le recrutement forcé des garçons pour en faire des janissaires).
Il existe dans tous les Balkans, et en particulier en Bosnie, de nombreuses pierres tombales appelées stećci et décorées de symboles interprétés comme gnostiques et initiatiques : ces stèles sont attribuées, notamment par les historiens slaves musulmans, aux Bogomiles, tandis que d'autres historiens les attribuent aux Valaques,.
L'historiographie slave musulmane affirme que les bogomiles n'ont pas disparu : selon son point de vue, l’Éloge de Palamas composé peu de temps après la mort de Grégoire Palamas par son disciple et ami Philothée Kokkinos, patriarche de Constantinople, laisse entrevoir que les partisans de Palamas auraient été bogomiles ou influencés par le bogomilisme, dont une résurgence importante se serait manifestée à Thessalonique et au mont Athos au milieu du XIVe siècle où un grand procès eut lieu au Prôtaton (en) de l'Athos en 1344. Une trentaine de moines de Laure, Ibéron et Chilandar furent alors expulsés de l'Athos ; certains se réfugièrent en Bulgarie où ils furent jugés en 1350 à Trnovo.
En fait, des accusations de bogomilisme furent utilisées pendant des années dans les controverses dogmatiques entre dignitaires ecclésiastiques et contre les partisans de Palamas notamment. Cela n'implique pas que les accusés ait été réellement bogomiles. En effet, les empereurs byzantins eux-mêmes ont été ambigus face au bogomilisme. Certains l'ont réprimé, puisque son idéologie rejette les autorités constituées et donc la hiérarchie ecclésiastique. D'autres ont retourné cette défiance envers les hiérarques ecclésiastiques contre la prétention de primauté de l'Église de Rome. Lorsqu'elle s'est trouvée en contact avec le bogomilisme (en Dalmatie) et avec son homologue cathare (en France), l'Église de Rome a considéré ces mouvements de foi comme des hérésies et les a persécutés et anéantis.

## Doctrine

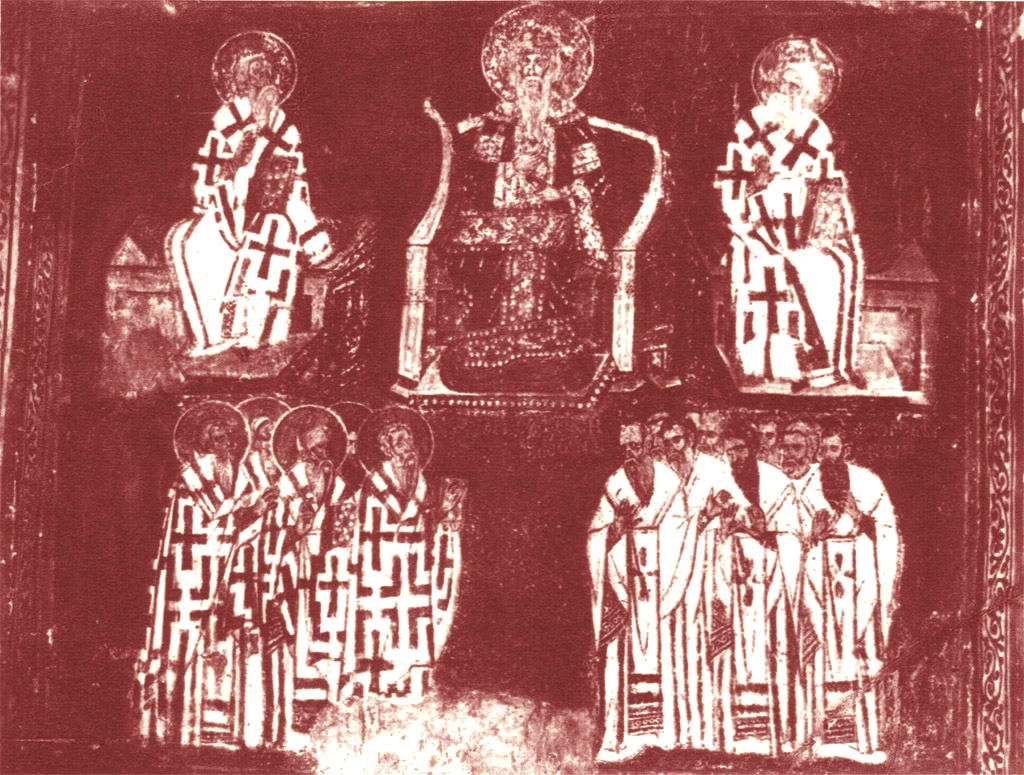
Concile contre le bogomilisme, organisé par Stefan Nemanja : fresque de 1290.

Comme beaucoup d'hérésies persécutées avec efficacité, la doctrine bogomile nous est connue à travers les dénonciations de ses opposants, en particulier le Traité contre les Bogomiles du prêtre Cosmas, composé vers la fin du Xe siècle. On attribue aux bogomiles une riche littérature apocryphe puisant ses sujets dans les légendes hébraïques et chrétiennes. Un ouvrage bogomile apocryphe résumant leur doctrine, Le Livre secret, nous est parvenu dans sa traduction latine, par l'intermédiaire des Albigeois.
Le bogomilisme peut se définir comme un christianisme hétérodoxe, inspiré par le gnosticisme chrétien, le manichéisme et le paulicianisme. Certains historiens, notamment Mircea Eliade, rejettent néanmoins ces influences, en considérant que les Bogomiles ont conservé d'anciennes doctrines chrétiennes tout à fait orthodoxes à l'origine, tel le traducianisme.
Le bogomilisme est dualiste : pour lui le monde est gouverné par deux principes, le Bien et le Mal, Dieu et le Diable. Tout le monde matériel, y compris le corps, est considéré comme l'œuvre du Diable, et donc voué au Mal. Seule l'âme est l'œuvre de Dieu. En conséquence, ils rejettent les rapports sexuels, le mariage, et menaient une vie ascétique, s'abstenant en général de manger de la viande et de boire du vin. 
Les Bogomiles rejettent l'Ancien Testament, et étudient seulement les Évangiles, en particulier celui de Jean, les Actes des Apôtres et les Épîtres de Paul. Ils rejetaient l'Église, considérée comme appartenant au Monde (et donc au Diable), l'accusant d'être corrompue. Ils rejettent aussi les sacrements. La prière était considérée comme une activité avant tout personnelle. Les bogomiles reconnaissent cependant des guides spirituels, les « Parfaits », ceux des croyants qui avaient été particulièrement exemplaires et ascétiques. Notons que cette notion se retrouve chez les Cathares.
Le bogomilisme était globalement un mouvement rejetant toutes les autorités constituées, les princes comme les Églises, ce qui a contribué au grand engouement populaire qu'il a suscité, et explique aussi l'ampleur des répressions qu'il a subies.

## Bogomiles et cathares

Expansion possible des doctrines dites pauliciennes, bogomiles et cathares.

L'idée que les bogomiles, eux-mêmes inspirés par les pauliciens d'Anatolie, sont à l'origine des mouvements patarin et cathare, est souvent évoquée en raison de la proximité doctrinale entre ces divers mouvements. Mais, en s'appuyant sur l'absence de preuve documentaire irréfutable, des études plus récentes ont mis en cause cette idée, et le catharisme est désormais décrit, en France, comme un mouvement occidental apparu indépendamment à la fin du XIIe siècle,.
Par ailleurs, l'historiographie officielle de la Bosnie-Herzégovine utilise le terme « patarins » pour désigner les bogomiles. Sous l'impulsion du monastère de Preslav, la doctrine bogomile apparaît à la fin du Xe siècle en Bulgarie et Macédoine, d'où elle s'est étendue vers l'Ouest en Serbie et Bosnie et vers le Sud-Est parmi les moines de Constantinople. L'influence de Bogomil alla jusqu'à la Moscovie, où le culte de Basile le Bienheureux serait une allusion historique à Basile le médecin (en) (bogomile exécuté sur le bûcher en 1111) : c'est pourquoi les historiens slaves n'adhèrent pas à l'hypothèse d'un mouvement occidental apparu de manière indépendante et dont les similitudes avec le bogomilisme seraient des coïncidences,.
Même en l'absence d'une filiation démontrable, une solidarité de fait a pu se constituer entre ces mouvements contemporains et pareillement persécutés. Ils se sont pour le moins influencés à travers des échanges réciproques, chacun gardant son autonomie et son originalité propre,,. Les historiens slaves pensent même que les bogomiles ont envoyé des missionnaires vers l'Europe de l'Ouest, par exemple le patriarche bulgare Nikita (Nicétas) qui préside en 1167 le « concile cathare » de Saint-Félix-de-Caraman (aujourd'hui Saint-Félix-de-Lauragais). Aucun document ne permet de dire qu'ils ont fondé le mouvement cathare, mais « absence de preuve n'égale pas preuve d'absence » : la proximité théologique entre bogomiles, patarins, cathares et autres mouvements protestataires de la chrétienté médiévale, rend les liens entre eux probables. 
De nos jours, parmi les Bulgares du Banat, communauté de langue bulgare mais catholique, certains auteurs, en recherche de leurs racines, se revendiquent comme les successeurs des Bogomiles médiévaux.

### Sources
- Cosmas le prêtre, Le Traité contre les Bogomiles (vers 972), traduction et introduction de Charles Puech et A. Vaillant, Paris, 1945.
- Euthyme de la Péribleptos, Lettre contre les Phoundagiagites (XIe siècle), édi. G. Ficker, Die Phundagiagiten : ein Beitrag zur Ketsergeschichte des byzantinischen Mittelalters, Leipzig, 1908.
- Euthyme Zigabène, Panoplie dogmatique (déb. XIIe siècle).  Texte grec et trad. latine apud Patrologie grecque de Migne t. CXXX, 1865
- Interrogatio Joannis ou Cène secrète (XIe siècle), édi. en latin par F. Benoist, Histoire des Albigeois et des Vaudois ou Barbets, I, Paris, 1691, p. 283-296. On l'appelle « le catéchisme des bogomiles ». Traduction René Nelli : La Cène Secrète ou Questions posées par Jean à Jésus-Christ , in Écritures cathares. La totalité des textes cathares traduits et commentés, Planète, 1969, p. 31-69 (version de Carcassonne et version de Vienne). Edina Bozoky, Le livre secret des cathares, Interrogatio Johannis, apocryphe d'origine bogomile. Édition critique, traduction et commentaire, Beauchesne, 1980, 244 p.
- Vision d'Isaïe (texte de la fin du Ier siècle remanié au XIIe siècle en moyen-bulgare, existant dans une version latine du XIIe siècle).

### Études
- Dragoljub Dragojlović, « Dispositions légales concernant les néomanichéens dans les nomocanons Byzantins et Slaves », Balcanica, vol. 3,‎ 1972, p. 135-155 (lire en ligne)
- (en) Dimitri Obolensky, The Bogomils. A study in Balkan neo-manicheism (1948), Cambridge University Press, 2004, 332 p.
- Jordan Ivanov, Livres et légendes bogomiles (aux sources du catharisme), trad. éd. G.P. Maisonneuve et Larose, 1976, 1995, d’un ouvrage écrit en bulgare en 1925.
- Dimitri Anguelov, Le bogomilisme en Bulgarie, Toulouse, Privat, 130 p.
- O. Bihalji-Merin et A. Benac, Tošo Dabac (photographie), L'art des Bogomiles, éd. originale : Arthaud, 1966
- (en) Marian Wenzel, Bosnian Style on Tombstone and Metal, éd. originale : Sarajevo-Publishing (en bosniaque et anglais), 1999.
- Borislav Primov, Les Bougres. Histoire du pope bogomile et de ses adeptes, trad. Monique Ribeyrole, éd. Payot, traduit du bulgare, 1975, 325 p. (éd. originale de Izdatelstvo na Otecest venlja front, janvier 1970).
- Thierry Mudry, Histoire de la Bosnie-Herzégovine, Ellipses, 1999.
- (en) Noel Malcolm, Bosnia. A short history, Macmillan Londres, 1994, 1998.
- (en) Octavian Ciobanu, The Role of the Vlachs in the Bogomils’ Expansion in the Balkans, Jurnal of Balkan and Black Sea Studies Year 4, Issue 7, December 2021, pp. 11-32.
- (it) Antonio Rigo, Monaci esicasti e monaci bogomili. Le accuse di Messalianismo e Bogomilismo rivolte agli esicasti et di problema dei rapporti tra Esicasmo e Bogomilismo, Florence, 1989.
- (it) Antonio Rigo, Il processo del bogomilo Basilio (1099ca); una reconsiderazione, Orientalia Christiana Periodica 58, 1992, p. 185-211.
- (it) Antonio Rigo, Il Bogomilismo bizantino in eta paleologa (XIII-XV secolo). Fonti e problemi, Rivista di Storia e Letteratura Religiosa 32, 1996, p. 627-642.
- (en) Janet et Bernard Hamilton, Christian Dualist Heresies in the Byzantine World c 650-c 1405, Manchester-New York, Manchester University Press, 1998, 300 p.
- Théofanis Drakopoulos, L'unité du bogomilo-catharisme d'après quatre textes latins analysés à la lumière des sources byzantines, Thèse de doctorat, Université de Genève, 2010 (https://archive-ouverte.unige.ch/unige:12233)
- Francesco Zambon, Dissimulation, secret et allégorie dans le dualisme chrétien du Moyen Âge: paulicianisme, bogomilisme, catharisme, Annali di Scienze Religiose N.S. 4 (2011), p. 157-189.
- Umberto Eco dans Le Nom de la rose, publié en 1982, cite à plusieurs reprises les bogomiles.